# Bob-Europameisterschaft 2004
Die Bob-Europameisterschaft 2004 wurde im Januar und Februar 2004 ausgetragen. Im Zweier- und Viererbob der Männer fand die EM am 24. und 25. Januar im schweizerischen St. Moritz auf der dortigen Olympia Bob Run St. Moritz–Celerina im Rahmen des fünften von sieben Weltcup-Saisonrennens statt. Erstmals gab es auch eine Europameisterschaft im Zweierbob-Wettbewerb der Frauen. Diese wurde am 6. und 7. Februar im lettischen Sigulda auf der dortigen Kunsteisbahn im Rahmen des 7. und 8. Weltcup-Saisonrennens bei den Frauen ausgetragen.

## Zweierbob Frauen
Nach den ersten Weltmeisterschaften im Jahr 2000 und der ersten Olympiateilnahme von Frauen bei den Bobwettbewerben in Salt Lake City 2002 wurde in der Saison 2003/04 erstmals auch der Titel einer Europameisterin im Zweierbob vergeben. Dazu wurden die zwei Weltcupveranstaltungen im lettischen Sigulda am 6. und 7. Februar 2004 genutzt. Aus der Addition aller vier Läufe der beiden Weltcupveranstaltungen wurde eine Gesamtzeit gebildet und daraus die EM-Wertung abgeleitet. An Abwesenheit der beiden deutschen Spitzenbobs um die Pilotinnen Susi Erdmann und Sandra Prokoff konnte Cathleen Martini den ersten Europameistertitel mit einem beeindruckenden Vorsprung von fast anderthalb Sekunden vor ihrer Nationalmannschaftskollegin Claudia Schramm feiern. Am ersten Wettkampftag setzte Martini in beiden Läufen Yvonne Cernota als Anschieberin und Bremserin ein. Hinter dem deutschen Bob lag zunächst der russische Bob mit Pilotin Wiktorija Tokowaja, allerdings schon mit einem gehörigen Abstand von über acht Zehnteln Rückstand auf Martini. Mit nur knappen Rückständen reihten sich danach die Bobs von Claudia Schramm und Françoise Burdet ein, so dass der Kampf um EM-Silber und -Bronze noch völlig offen war. Die bekannte Rennrodelolympiasiegerin Gerda Weißensteiner aus Italien hatte mit den jeweils nur fünftbesten Laufzeiten alle Medaillenambitionen schon aufgeben müssen. Am zweiten Wettkampftag fuhr Cathleen Martini beide Läufe mit Sandra Germain, erneut mit jeweils Laufbestzeit. Nur im dritten EM-Lauf kam Teamkollegin Claudia Schramm bis auf vier Hundertstel an Martini heran. Letztlich gewann die Bobpilotin vom SC Oberbärenburg ungefährdet den ersten Europameistertitel. Beim Kampf um Silber und Bronze wurde es allerdings noch mal spannend. Da der russische Bob am zweiten Wettkampftag nur die jeweils fünftbesten Laufzeiten fuhr, rutschte er in der Gesamtwertung noch auf den undankbaren vierten Platz. Im Duell zwischen Claudia Schramm und Françoise Burdet um Silber sah Schramm nach dem dritten Lauf schon wie die sichere Vizeeuropameisterin aus. Durch die zweitbeste Laufzeit im vierten Lauf kam die Schweizerin Burdet allerdings nochmals nahe an ihre Konkurrentin heran, am Ende gewann die Bobpionierin aus der Schweiz die Bronzemedaille mit nur vier Hundertstel Rückstand auf Schramm. Gerda Weißensteiner zeigte sich am zweiten Tag in besserer Form und konnte mit den jeweils drittbesten Laufzeiten noch einiges an Boden gutmachen. Am Ende trennte sie nur ein zehntel von Platz vier.
| Rang | Bob                                                                   | 7. Weltcup | 7. Weltcup | 7. Weltcup | 7. Weltcup | 7. Weltcup   | 7. Weltcup | 8. Weltcup | 8. Weltcup | 8. Weltcup | 8. Weltcup | 8. Weltcup  |
| Rang | Bob                                                                   | Lauf 1     | Lauf 1     | Lauf 2     | Lauf 2     | Zwischenzeit | Rang       | Lauf 1     | Lauf 1     | Lauf 2     | Lauf 2     | Gesamt      |
| Rang | Bob                                                                   | Zeit       | Rang       | Zeit       | Rang       | Zwischenzeit | Rang       | Zeit       | Rang       | Zeit       | Rang       | Gesamt      |
| ---- | --------------------------------------------------------------------- | ---------- | ---------- | ---------- | ---------- | ------------ | ---------- | ---------- | ---------- | ---------- | ---------- | ----------- |
| 1    | Deutschland – Bob GER 2Cathleen Martini Yvonne Cernota/Sandra Germain | 52,89 s    | 1          | 53,27 s    | 1          | 1:46,16 min  | 1          | 53,70 s    | 1          | 53,55 s    | 1          | 3:33,41 min |
| 2    | Deutschland – Bob GER 1Claudia Schramm Nicole Herschmann              | 53,58 s    | 4          | 53,47 s    | 2          | 1:47,05 min  | 3          | 53,74 s    | 2          | 54,10 s    | 4          | 3:34,89 min |
| 3    | Schweiz – Bob SUI 1Françoise Burdet Karin Hagmann                     | 53,56 s    | 3          | 53,52 s    | 3          | 1:47,08 min  | 4          | 54,09 s    | 4          | 53,76 s    | 2          | 3:34,93 min |
| 4    | Russland – Bob RUS 1Wiktorija Tokowaja Nadeschda Orlowa               | 53,44 s    | 2          | 53,56 s    | 4          | 1:47,00 min  | 2          | 54,12 s    | 5          | 54,19 s    | 5          | 3:35,31 min |
| 5    | Italien – Bob ITA 1Gerda Weißensteiner Jennifer Isacco                | 53,89 s    | 5          | 53,88 s    | 5          | 1:47,77 min  | 5          | 53,86 s    | 3          | 53,78 s    | 3          | 3:35,41 min |
| 6    | Russland – Bob RUS 2Olga Nekrasova Ljudmila Udobkina                  | 53,94 s    | 6          | 54,56 s    | 7          | 1:48,50 min  | 6          | 54,41 s    | 6          | 54,38 s    | 6          | 3:37,29 min |
| 7    | Lettland – Bob LAT 1Olga Lapšova Anita Koziča                         | 54,45 s    | 7          | 54,53 s    | 6          | 1:48,98 min  | 7          | 54,94 s    | 7          | 55,02 s    | 7          | 3:38,94 min |
| 8    | Lettland – Bob LAT 2Nellija Šlēgelmilha Elīna Baltaisbrence           | 54,68 s    | 8          | 54,96 s    | 8          | 1:49,64 min  | 8          | 55,74 s    | 8          | 55,37 s    | 8          | 3:40,75 min |
| 9    | Kroatien – Bob CRO 1Martina Makoš Anabela Straga                      | 55,26 s    | 9          | 54,97 s    | 9          | 1:50,23 min  | 9          | 55,77 s    | 9          | 55,70 s    | 9          | 3:41,70 min |

## Zweierbob Männer
In Abwesenheit des verletzten Titelverteidigers René Spies sah es nach dem ersten Lauf nach dem ersten großen Titel für Lokalmatador Ivo Rüegg aus. Durch die Hereinnahme von Beat Hefti als Anschieber konnte der Schweizer nun auch international konkurrenzfähige Startzeiten aufweisen und bot dem bereits 42-jährigen Christoph Langen die Stirn. Allerdings verbaute sich Rüegg mit der nur drittschnellsten Zeit im zweiten Lauf den Sieg und musste sich schlussendlich mit zwölf Hundertstel Rückstand auf Langen geschlagen geben. Andre Lange hatte mit der nur drittbesten Zeit im ersten Lauf seine Titelambitionen bereits begraben müssen, zu groß war der Abstand auf die zwei vor ihm liegenden Bobs. Die gute Zeit im zweiten Lauf reichte am Ende nicht, um Ivo Rüegg noch die Silbermedaille streitig zu machen.
| Rang | Bob                                               | Lauf 1      | Lauf 1 | Lauf 2      | Lauf 2 | Gesamt      |
| Rang | Bob                                               | Zeit        | Rang   | Zeit        | Rang   | Zeit        |
| ---- | ------------------------------------------------- | ----------- | ------ | ----------- | ------ | ----------- |
| 1    | Deutschland Christoph Langen Christoph Heyder     | 1:06,79 min | 2      | 1:06,75 min | 1      | 2:13,54 min |
| 2    | Schweiz Ivo Rüegg Beat Hefti                      | 1:06,75 min | 1      | 1:06,91 min | 3      | 2:13,66 min |
| 3    | Deutschland Andre Lange Kevin Kuske               | 1:07,00 min | 3      | 1:06,78 min | 2      | 2:13,78 min |
| 4    | Österreich Wolfgang Stampfer Klaus Seelos         | 1:07,46 min | 7      | 1:07,02 min | 4      | 2:14,48 min |
| 5    | Tschechien Ivo Danilevič Roman Gomola             | 1:07,32 min | 4      | 1:07,23 min | 5      | 2:14,55 min |
| 6    | Schweiz Martin Annen Bruno Zurfluh                | 1:07,33 min | 5      | 1:07,32 min | 6      | 2:14,65 min |
| 7    | Frankreich Bruno Mingeon Emmanuel Hostache        | 1:07,33 min | 5      | 1:07,46 min | 7      | 2:14,79 min |
| 8    | Russland Jewgeni Popow Alexei Andrjunin           | 1:07,83 min | 8      | 1:07,59 min | 10     | 2:15,42 min |
| 9    | Lettland Gatis Guts Intars Dīcmanis               | 1:07,95 min | 15     | 1:07,48 min | 9      | 2:15,43 min |
| 10   | Polen Dawid Kupczyk Mariusz Latkowski             | 1:08,02 min | 16     | 1:07,46 min | 7      | 2:15,48 min |
| 11   | Deutschland Matthias Höpfner Marc Kühne           | 1:07,85 min | 10     | 1:07,65 min | 11     | 2:15,50 min |
| 12   | Großbritannien Lee Johnston Dan Humphries         | 1:07,91 min | 14     | 1:07,67 min | 12     | 2:15,58 min |
| 13   | Lettland Jānis Miņins Juris Latišs                | 1:07,85 min | 10     | 1:07,76 min | 13     | 2:15,61 min |
| 14   | Tschechien Jakub Chabada Jan Kobián               | 1:07,84 min | 9      | 1:07,79 min | 16     | 2:15,63 min |
| 15   | Österreich Jürgen Loacker Eugenio Balanque        | 1:07,88 min | 12     | 1:07,77 min | 14     | 2:15,65 min |
| 15   | Monaco Patrice Servelle Sébastien Gattuso         | 1:07,88 min | 12     | 1:07,77 min | 14     | 2:15,65 min |
| 17   | Niederlande Arend Glas Sybren Jansma              | 1:08,26 min | 18     | 1:07,84 min | 17     | 2:16,10 min |
| 18   | Niederlande Edwin van Calker Arnold van Calker    | 1:08,07 min | 17     | 1:08,28 min | 20     | 2:16,35 min |
| 19   | Frankreich Charles Ferraris Pierre-Alain Menneron | 1:08,32 min | 19     | 1:08,06 min | 18     | 2:16,38 min |
| 20   | Slowakei Milan Jagnešák Robert Krestanko          | 1:08,33 min | 20     | 1:08,37 min | 22     | 2:16,70 min |
| 21   | Bulgarien Stefan Wassilew Yavor Petrov            | 1:08,56 min | 21     | 1:08,33 min | 21     | 2:16,89 min |
| 22   | Italien Enrico Costa Cristian La Grassa           | 1:08,78 min | 23     | 1:08,16 min | 19     | 2:16,94 min |
| 23   | Rumänien Nicolae Istrate Paul Muntean             | 1:08,63 min | 22     | 1:08,42 min | 23     | 2:17,05 min |
| 24   | Großbritannien Neil Armstrong Martin Wright       | 1:09,02 min | 24     | 1:08,52 min | 24     | 2:17,54 min |
| -    | Schweiz Reto Rüegg Steve Anderhub                 | DSQ         | DSQ    | DSQ         | DSQ    | DSQ         |
| -    | Russland Alexander Subkow Dmitri Stjopuschkin     | DSQ         | DSQ    | DSQ         | DSQ    | DSQ         |
| -    | Rumänien Mihai Iliescu Adrian Duminicel           | DSQ         | DSQ    | DSQ         | DSQ    | DSQ         |

## Viererbob Männer
In der Viererbob-Entscheidung waren bereits nach dem ersten Lauf die Würfel gefallen. Andre Lange setzte sich mit 24 Hundertsteln an die Spitze, dahinter lagen die Bobs von Ivo Rüegg und Christoph Langen. In Abwesenheit von Titelverteidiger Sandis Prūsis, der seine leistungssportliche Laufbahn beendet hatte, fuhr Lange auch im zweiten Lauf europäische Bestzeit und konnte so nach 2002 seinen zweiten EM-Titel im Viererbob feiern. Ivo Rüegg holte nach Silber im Zweier erneut nun auch im Vierer Silber. Zu den geschlagenen Medaillenkandidaten gehörte unter anderem der Schweizer Bob von Martin Annen, der nach dem ersten Lauf noch reale Medaillenchancen hatte. Mit er nur zehntschnellsten Zeit im zweiten Lauf fiel er allerdings noch auf Rang sieben zurück.
| Rang | Bob                                                                             | Lauf 1      | Lauf 1 | Lauf 2      | Lauf 2 | Gesamt      |
| Rang | Bob                                                                             | Zeit        | Rang   | Zeit        | Rang   | Zeit        |
| ---- | ------------------------------------------------------------------------------- | ----------- | ------ | ----------- | ------ | ----------- |
| 1    | Deutschland Andre Lange Udo Lehmann Kevin Kuske René Hoppe                      | 1:05,40 min | 1      | 1:05,06 min | 1      | 2:10,46 min |
| 2    | Schweiz Ivo Rüegg Ali Dincer Beat Hefti Christian Aebli                         | 1:05,64 min | 2      | 1:05,07 min | 2      | 2:10,71 min |
| 3    | Deutschland Christoph Langen Markus Zimmermann Enrico Kühn Alexander Metzger    | 1:05,73 min | 3      | 1:05,48 min | 3      | 2:11,21 min |
| 4    | Österreich Wolfgang Stampfer Klaus Seelos Andreas Pröller Jürgen Mayer          | 1:05,87 min | 6      | 1:05,49 min | 5      | 2:11,36 min |
| 5    | Russland Alexander Subkow Alexei Seliwerstow Sergei Golubew Dmitri Stjopuschkin | 1:06,04 min | 11     | 1:05,48 min | 3      | 2:11,52 min |
| 6    | Schweiz Ralph Rüegg Steve Anderhub Hans Jürg Nufer Elmar Schaufelberger         | 1:05,93 min | 7      | 1:05,62 min | 6      | 2:11,55 min |
| 7    | Schweiz Martin Annen Andi Gees Bruno Zurfluh Patric Clerc                       | 1:05,78 min | 4      | 1:05,78 min | 10     | 2:11,56 min |
| 8    | Russland Jewgeni Popow Pjotr Makartschuk Filipp Jegorow Alexei Andrjunin        | 1:05,85 min | 5      | 1:05,75 min | 9      | 2:11,60 min |
| 9    | Frankreich Bruno Mingeon Emmanuel Hostache Christophe Fouquet Alexandre Arbez   | 1:05,98 min | 9      | 1:05,66 min | 8      | 2:11,64 min |
| 10   | Monaco Patrice Servelle Moise Bluteau Sébastien Gattuso Petr Narovec            | 1:05,95 min | 8      | 1:05,91 min | 14     | 2:11,86 min |
| 10   | Tschechien Ivo Danilevič Jan Kosak Roman Gomola Jan Kobián                      | 1:06,07 min | 12     | 1:05,79 min | 11     | 2:11,86 min |
| 12   | Italien Enrico Costa Samuele Romanini Cristian La Grassa Omar Sacco             | 1:06,00 min | 10     | 1:05,87 min | 12     | 2:11,87 min |
| 13   | Deutschland Matthias Höpfner Marc Kühne Andreas Barucha Stefan Barucha          | 1:06,35 min | 14     | 1:05,63 min | 7      | 2:11,98 min |
| 14   | Lettland Jānis Miņins Juris Latišs Ainārs Podnieks Jānis Ozols                  | 1:06,17 min | 13     | 1:05,93 min | 15     | 2:12,10 min |
| 15   | Polen Dawid Kupczyk Mariusz Latkowski Piotr Drozd Marcin Placheta               | 1:06,54 min | 18     | 1:05,88 min | 13     | 2:12,42 min |
| 16   | Lettland Gatis Guts Māris Bogdanovs Intars Dīcmanis Inesis Zaporozecs           | 1:06,48 min | 17     | 1:06,08 min | 16     | 2:12,56 min |
| 17   | Großbritannien Lee Johnston Martin Wright Dan Humphries Neil Armstrong          | 1:06,38 min | 16     | 1:06,25 min | 18     | 2:12,63 min |
| 18   | Niederlande Arend Glas Eric Gommans Vincent Kortbeek Sybren Jansma              | 1:06,57 min | 19     | 1:06,09 min | 17     | 2:12,66 min |
| 19   | Slowakei Milan Jagnešák Vladimir Koco Andrej Benda Robert Krestanko             | 1:06,35 min | 14     | 1:06,36 min | 19     | 2:12,71 min |
| 20   | Frankreich Charles Ferraris David Rolet Alexandre Baehr Pierre-Alain Menneron   | 1:06,61 min | 21     | 1:06,54 min | 21     | 2:13,15 min |
| 21   | Bulgarien Stefan Wassilew Vasil Gergov Yavor Petrov Alexandar Petrov            | 1:06,58 min | 20     | 1:06,69 min | 22     | 2:13,27 min |
| 22   | Tschechien Jakub Chabada Jiri Pavel Michal Novotný Jan Pajurek                  | 1:06,95 min | 23     | 1:06,50 min | 20     | 2:13,45 min |
| 23   | Österreich Jürgen Loacker Michael Prenner Michael Stipar Eugenio Balanque       | 1:07,25 min | 24     | 1:06,86 min | 23     | 2:14,11 min |
| 24   | Rumänien Mihai Iliescu Flavius Trulescu Nicolae Istrate Adrian Duminicel        | 1:06,89 min | 22     | 1:07,51 min | 24     | 2:14,40 min |

## Medaillenspiegel
| Platz | Nation      | Gold | Silber | Bronze |
| ----- | ----------- | ---- | ------ | ------ |
| 1     | Deutschland | 3    | 1      | 2      |
| 2     | Schweiz     | —    | 2      | 1      |